# Fiat G.91
Fiat G.91 je bil italijanski reaktivni podzvočni lovski bombnik iz 1950ih. Prvi let je bil 9. avgusta 1956, v uporabo je vstopil leta 1961 in je bil v uporabi več kot 35 let. Glavni uporabnik so bile Italijanske letalske sile, velik uporabnik so bile tudi Nemške letalske sile (Luftwaffe) in Portugalske letalske sile. Večina verzij je bila enomotornih, dvomotorna verzija je znana kot Fiat/Aeritalia G.91Y.

## Specifikacije(G.91R)
Splošne karakteristike
- Posadka: 1
- Dolžina: 10,3 m (33 ft 9 in)
- Razpon kril: 8,56 m (28 ft 1 in)
- Višina: 4,0 m (13 ft 1 in)
- Površina kril: 16,4 m² (177 ft²)
- Teža praznega letala: 3100 kg (6830 lb)
- Naložena teža: 5440 kg (11990 lb)
- Maks. vzletna teža: 5500 kg (12100 lb)
- Pogon letala: 1 × Bristol Siddeley Orpheus 803 turboreaktivni motor, 22,2 kN (5000 lbf)

 Zmogljivost 
- Maks. hitrost: 1075 km/h (580 vozlov, 668 mph)
- Doseg: 1150 km (621 nmi, 715 milj)
- Višina leta: 13100 m (43000 ft)
- Hitrost vzpenjanja: 30 m/s (6000 ft/min)
- Obremenitev kril: 331 kg/m² (67,8 lb/ft²)
- Razmerje potisk/teža: 0,42

Oborožitev

- Strelno orožje: 
4× 12.7 mm (0.50 in) M2 Browning strojnice; ali
2× 30 mm) DEFA zopova (samo naLuftwaffe G.91R/3)
- Nosilci : 4× podrilni nosilci za največ 1814 kg tovora na G.91Y, 680 kg na G.91R/3 & R/4 in 500 kg na G.91R/1
- Rakete: 
2× izstreljevalci raket (vsak z 19× SNEB 68 mm raketami); ali
18× Hispano SURA R80 80 mm raket[1]
- Bombe: Prostopadajoče, vodljive bombe, rakete, ali pa dodatni rezervoarji za gorivo